# ボイン川の戦い
ボイン川の戦い（英: Battle of the Boyne）は、1690年7月1日（ユリウス暦、グレゴリオ暦では7月12日）、ウィリアム3世率いるイングランド・オランダ連合軍と、退位させられたジェームズ2世率いるアイルランド軍の間に行われた戦い。アイルランドのボイン川河畔で行われた。イングランド軍36,000人とアイルランド軍25,000人が戦い、ウィリアム3世が勝利してイングランド王位の保持を決定的なものにした。

## 戦闘前
1688年の名誉革命で王座から追放されたジェームズ2世は、フランス王ルイ14世を頼りフランスへ亡命、代わりにジェームズ2世の甥でオランダ総督のオラニエ公ウィレム3世がイングランド貴族に招聘され、妻であるジェームズ2世の娘メアリーと共にイングランド王および女王に即位、イングランドはウィリアム3世・メアリー2世の共同統治となり、翌1689年に権利章典が採択され新政権が誕生した。
しかし、スコットランドではジェームズ2世を支持するジャコバイトのダンディー子爵ジョン・グラハムが反乱を起こし、討伐に向かった政府軍の戦いでダンディーは戦死、反乱は終息したが、アイルランドでもティアコネル伯リチャード・タルボットを始めとするジャコバイトが新政権を認めずジェームズ2世を支援する方針を採ったため、イングランドは不安定な状態に置かれていた。フランス王ルイ14世も大同盟戦争で大陸侵略を行う上でイングランドを釘付けにするためジェームズ2世を援助してフランス艦隊を派遣、王位奪還を狙うジェームズ2世が3月にアイルランドへ渡海してジャコバイトがウィリアマイト（ウィリアム3世支持者）の勢力圏に侵攻すると、イングランドもアイルランド出兵に踏み切りウィリアマイト戦争が始まった。
ジャコバイトはアイルランドの大半を制圧していて（西部のコノート・南部のマンスター・東部のレンスター）、北部アルスターの都市ロンドンデリーとエニスキレンで抵抗していたウィリアマイトを討つべく北上したが、4月から始まったロンドンデリー包囲戦は8月に切り上げて失敗、7月31日のニュータウンバトラーの戦いに敗れてアルスターはウィリアマイトが平定した。イングランドは8月にフレデリック・ションバーグ率いる遠征軍をアイルランドへ送り出しベルファストから南下したが、疫病の流行で無駄に兵を失う羽目になりベルファストへ撤退、戦線はそれ以上広がらなかった。
状況が打開したのは翌1690年になってからで、ウィリアム3世は自らアイルランドへ向かうことを決めて6月にイングランドから出航、ベルファストに到着してションバーグと合流、ダブリンを目指して南下を開始した。ジェームズ2世も迎撃の姿勢を取りボイン河畔のドラハダで待ち受けて7月1日に戦闘開始となった。

## 戦闘
両軍はボイン川を挟んで対峙、ボイン川の南岸はジャコバイト軍25,000人が布陣、ドラハダから西で両軍の中間に位置するオールドブリッジというボイン河畔の集落にティアコネルが陣を張り、ジェームズ2世はそれより南に下がった丘に本陣を構えていた。ウィリアム3世率いるイングランド・オランダ軍36,000人は川の北側に布陣した。
ウィリアム3世は戦闘開始前の6月30日に敵陣と浅瀬の調査に赴き、視察中にジャコバイトに砲撃され軽傷を負ったが、オールドブリッジから更に西で上流に近いロスナリーという場所は満潮でも渡れるため、ここに目をつけたウィリアム3世は軍を2分する作戦に出た。また、ドラハダに近いドライブリッジも干潮時に渡れるため、主力はボイン川を渡河して敵を叩く方針で固めた。
7月1日早朝、ウィリアム3世は右翼の1万人をションバーグの息子メイナード・ションバーグに預け、迂回奇襲を命じて送り出した。メイナードはこの命令を受けて戦場を大きく右へ迂回してロスナリーへ向かい、守備隊を撃退して渡河を果たした。ジェームズ2世と側近のローザン公アントナン・ノンパル・ド・コーモンは危機に対処すべく丘を下りてロスナリーへ急行したが、沼地に阻まれ互いに戦闘を行うことなく時間を無駄にしていった。また、ジェームズ2世らは全軍の大半をロスナリーへ連れていったためティアコネルは劣勢でイングランド軍に立ち向かわねばならなくなった。
オールド・ブリッジ方面ではティアコネルとウィリアム3世が戦闘に入り、ジャコバイトの騎兵隊を率いるジェームズ2世の庶子のベリック公ジェームズ・フィッツジェームズはティアコネルの命令でイングランド・オランダ軍の渡河を阻もうとしたが失敗、10時に干潮になりボイン川の水量が減るとイングランド軍は渡河を開始した。イングランド･オランダ軍左翼は亡命ユグノー部隊を率いてションバーグが渡河したが、アイルランド騎兵隊の反撃に遭い戦死した。しかし、他の地点では数に勝るイングランド軍が優勢で、ウィリアム3世は左に回りこんでドライブリッジを渡り、ジャコバイト軍の右翼を側面から攻撃して勝敗を決定的にした。
2時にティアコネルはロスナリーに留まっているジェームズ2世とローザンに撤退を伝え、ジャコバイト軍はダブリンへ撤退した。ジャコバイトの損害は1500人以下でイングランド・オランダ軍は750人以下であった。

## 戦闘後
ジェームズ2世はダブリンへ戻った後はフランスへ逃れ、ウィリアム3世はジェームズ2世退去後のダブリンに入り、東部のジャコバイトは降伏してレンスターはイングランド軍が平定した。ローザンとティアコネルもフランスへ渡りジャコバイトの指揮は一時ベリックに託され、残りのジャコバイト勢力圏で抵抗を続けた。ウィリアム3世は後をオランダの将軍ゴダード・ドゥ・ギンケルに任せてイングランドへ帰国、翌1691年から大同盟戦争で大陸遠征に出かけフランス軍と戦った。
マンスターはリムリックを除いてイングランド軍がほぼ制圧、1691年6月のアスローン包囲戦でギンケルはアスローンを奪いコノートへ進出、待ち構えていたジャコバイトも7月12日のオーグリムの戦いで破りコノートを平定、8月にジャコバイトが籠城しているリムリックへ進軍・包囲した（リメリック包囲戦）。ジャコバイトは1月にフランスから戻ったティアコネルがベリックと交代して再度指揮を執り、ベリックはフランスへ向かった。包囲直前にティアコネルが亡くなりパトリック・サースフィールドが抵抗を続けたが、劣勢の上援軍の見込みもないことから10月に降伏、アイルランドはイングランド軍に完全平定された。
ルイ14世は以後もジェームズ2世への援助及びイングランド遠征を企てたが、1692年のバルフルール岬とラ・オーグの海戦でフランス艦隊がイングランド・オランダ連合艦隊に大敗してイングランド侵攻は失敗、ジェームズ2世の復位も実現しないまま終わった。ウィリアマイト戦争の勝利で背後の安全を確保したウィリアム3世は戦力を大陸に差し向け、戦局は大同盟戦争へと移っていった。

## ボードゲーム
- "Lilliburlero: The Battle of the Boyne, July 1690"(Against the Odds誌第40号,LPS社,2013)-紙製ボードゲーム付き雑誌